# Књига о Рути
Књига о Рути припада Библији, Старом завету.